# أورتشارد بارك (نيويورك)
أورتشارد بارك (بالإنجليزية: Orchard Park (town), New York)‏ هي منطقة سكنية تقع في الولايات المتحدة في نيويورك (ولاية). يقدر عدد سكانها بـ 29,054 نسمة .